# Dariusz Stefaniuk
Dariusz Paweł Stefaniuk (ur. 10 maja 1981 w Białej Podlaskiej) – polski samorządowiec, prezydent Białej Podlaskiej (2014–2018), wicemarszałek województwa lubelskiego (2018–2019), poseł na Sejm IX i X kadencji (od 2019).

## Życiorys
Syn Tadeusza i Alicji. Ukończył politologię na Uniwersytecie Kardynała Stefana Wyszyńskiego w Warszawie oraz podyplomowe studia menedżerskie w Szkole Głównej Handlowej. Wstąpił do Prawa i Sprawiedliwości, pracował jako dyrektor biura poselskiego Adama Abramowicza. Później został zatrudniony w Towarzystwie Zarządzającym SKOK; został też działaczem fundacji „Kocham Podlasie” Grzegorza Biereckiego.
W latach 2006–2014 był radnym Białej Podlaskiej, w VI kadencji pełnił funkcję wiceprzewodniczącego rady miejskiej. W wyborach w 2014 jako kandydat PiS ubiegał się o prezydenturę Białej Podlaskiej, wygrywając w drugiej turze głosowania z wynikiem 58% głosów i pokonując w niej dotychczas zarządzającego miastem Andrzeja Czapskiego. W maju 2018 zadeklarował, że będzie ubiegał się o reelekcję w wyborach samorządowych w tym samym roku. Nie został wówczas wybrany na kolejną kadencję (otrzymał blisko 47% głosów w drugiej turze), uzyskał natomiast ponownie mandat radnego. W listopadzie 2018 powołano go na wicemarszałka w zarządzie województwa VI kadencji.
W wyborach w 2019 uzyskał mandat posła na Sejm IX kadencji, kandydując w okręgu chełmskim i otrzymując 15 070 głosów. W 2022 powołany na pełnomocnika jednego z okręgów PiS w województwie lubelskim. W wyborach w 2023 z powodzeniem ubiegał się o poselską reelekcję (z wynikiem 29 710 głosów). W 2024 z ramienia PiS wystartował w wyborach do Parlamentu Europejskiego z okręgu nr 8.

## Wyniki w wyborach ogólnopolskich
| Wybory | Komitet wyborczy                | Komitet wyborczy       | Organ            | Okręg          | Wynik          |
| ------ | ------------------------------- | ---------------------- | ---------------- | -------------- | -------------- |
| 2019   |                                 | Prawo i Sprawiedliwość | Sejm IX kadencji | nr 7           | 15 070 (3,76%) |
| 2023   | Sejm X kadencji                 | Prawo i Sprawiedliwość | 29 710 (6,50%)   | nr 7           |                |
| 2024   | Parlament Europejski X kadencji | Prawo i Sprawiedliwość | nr 8             | 47 404 (7,66%) |                |

## Odznaczenia
- Srebrna odznaka „Zasłużony dla Służby Celnej” (2016)[12]